# Новиков Володимир Іванович (архітектор)
Володи́мир Іва́нович Но́виков (23 липня 1904, село Дудіно, нині Калузької області, Російська Федерація — 1994) — український архітектор. Заслужений будівельник УРСР (7.08.1965).

## Біографія

Новиков

1925 року став членом ВКП(б). 1941 року закінчив архітектурний факультет Харківського інституту інженерів комунального будівництва.

Новиков

У 1934—1954 роках за творчою участю і під керівництвом Новикова було створено проекти планування, забудови та реконструкції багатьох міст і сіл УРСР, зокрема Кам'янця-Подільського (1937 рік, у співавторстві з Олександром Касьяновим і Семеном Клевицьким), Харкова, Дніпропетровська, Ворошиловграда (нині Луганськ), Запоріжжя, Полтави, Миколаєва, Кривого Рога, Ужгорода, Тернополя, Донецька. Він — один з авторів генерального плану Виставки передового досвіду народного господарства (1951—1953), проекту Тернопільського українського музикально-драматичного театру ім. Т. Г. Шевченка

2-й Пленум САУкраины.03-11-1981

(1950—1956) та театру в Армавірі, (1950—1952).
У 1965 році — начальник управління сільського будівництва Держбуду Української РСР.
Автор праць та методичних посібників з питань архітектури та будівництва.